# Jack Aikins
Jack Aikins, född 11 oktober 2002, är en amerikansk simmare. 
Aikins studerar vid University of Virginia och tävlar i simning för deras idrottsförening Virginia Cavaliers.

## Karriär
I oktober 2023 vid panamerikanska spelen i Santiago tog Aikins guld på 200 meter ryggsim samt var en del av USA:s kapplag som tog guld på 4×100 meter medley och silver på 4×100 meter frisim. Han erhöll ytterligare ett guld efter att ha simmat försöksheatet på 4×100 meter mixad medley där USA sedermera tog medalj i finalen.
I februari 2024 vid VM i Doha erhöll Aikins guld på både 4×100 meter medley och 4×100 meter mixad medley samt brons i både 4×100 meter frisim och 4×100 meter mixad frisim efter att ha simmat försöksheaten i samtliga grenarna där USA sedermera tog medaljer i finalerna.